# Cheng Yi
Cheng Yi (eenvoudig Chinees: 程颐; traditioneel Chinees: 程頤; pinyin: Chéng Yí; 1033–1107), omgangsnaam Zhengshu (正叔), ook bekend als Yichuan Xiansheng (伊川先生), was een Chinese filosoof, politicus, essayist en schrijver tijdens de Song-dynastie. Hij was een prominente figuur in het neo-confucianisme. Zijn volgeling Zhu Xi noemde hem als een van de Zes Grote Meesters. Zijn filosofie, tezamen met die van zijn oudere broer Chen Hao en Zhu Xi werd wel de Cheng-Zhu-school genoemd of de Rationalistische School.

## Leven
Cheng werd geboren in Luoyang, Henan in 1033. Hij volgde de opleiding van de nationale universiteit sinds 1056. In 1059 behaalde hij de graad ‘bekroonde intellectueel’. Hij leefde en werkte in Luoyang en kreeg veel benoemingen op hoge posten. Hij voerde campagne tegen de hervormingspolitiek van Wang Anshi. Nadat de hervormers werden verwijderd uit hun posten, werd hij benoemd tot ‘wachtende uitlegger’ in 1086. In die functie mocht hij de keizer over het confucianisme lesgeven. 
Hij was koppig en agressief, wat hem vijanden opleverde, waaronder Su Shi, de leider van de Sichuan groep. In 1097 waren zijn vijanden in staat zijn lessen te verbieden, zijn bezittingen in beslag te nemen en hem te verbannen. Drie jaar later dit herzien, maar in 1103 werd zijn werk weer verboden. In 1106, een jaar voor zijn overlijden werd dit weer herzien. 
In 1452 werd de titel Wujing Boshi (erudiet in de Vijf Klassieken) (五經博士) toegekend aan de afstammelingen van Cheng Yi en andere confuciaanse wijzen zoals Mencius, Zengzi, Zhou Dunyi en Zhu Xi.
Een Chinees gezegde (Chengyu; 程門立雪) verwijst naar een incident toen twee mannen Yang Shi en You Zuo vroegen om als volgeling aangenomen te worden. Ze stonden uren voor zijn deur in de sneeuw en werden zo beroemde voorbeelden van de confuciaanse deugden van devotie, leren en respect voor iemands meester.
Van Cheng Yi wordt gedacht dat hij verantwoordelijk is voor de cultus van weduwekuisheid. Hij redeneerde dat het onfatsoenlijk voor een man zou zijn een weduwe te huwen omdat ze haar integriteit had verloren.  Op de vraag naar verarmde weduwen, zei Cheng: “Om dood te hongeren is een kleine zaak, maar om iemands kuisheid te verliezen is een grote zaak” (餓死事小，失節事大). Dit leidde tot moeilijkheden en eenzaamheid onder veel weduwen, alsmede een dramatische toename in zelfmoorden gedurende de Ming- en Qing-dynastieën. 